# General Marina, 16
El edificio, situado en la calle General Marina, 16 del Ensanche Modernista de la ciudad española de Melilla, fue un edificio modernista, que formaba parte del Conjunto Histórico Artístico de la Ciudad de Melilla, un Bien de Interés Cultural.

## Historia
Fue construido sobre 1928, muy probablemente según diseño del ingeniero militar Tomás Moreno Lázaro, que también construyó el edificio situado en la calle General Pareja, 6.
Fue derribado entre mayo y julio de 2013 al estar su estructura comprometida.

## Descripción
Estaba construido en ladrillo macizo para los muros y vigas de hierro y bovedillas del mismo ladrillo. Tenía planta baja y dos sobre esta.
Su fachada, de bajos muy reformados, cuenta en las altas con balcones de rejas de baja calidad, ventanas enmarcadas con molduras sobre sus arquitrabes y un mirador de dos plantas en su chaflán, con florones y columnas corintias, contando con líneas de impostas y una cornisa, que daba al peto, en un principio con balaustradas perdidas.